# Organización territorial de Kenia

Las antiguas provincias de Kenia.

Los 47 condados de Kenia.

Anterior a la constitución keniana de 2010, el país se encontraba subdividido en 8 provincias, y estas en 69 distritos. Con la proclamación de la constitución de 2010, y la posterior integración de la administración provincial con un nuevo sistema de condados, las provincias fueron desechadas y los 46 distritos, existentes desde 1992, pasaron a denominarse condados con gobiernos electos, y las subdivisiones por debajo se reorganizaron en 290 sub-condados, uno por cada circunscripción en la asamblea nacional de Kenia, 1450 wards, y pueblos. La ciudad de Nairobi, que contó con la condición de ser una provincia administrativa con poderes completos, se convirtió en un condado.
1. Central
2. Costera
3. Oriental
4. Nairobi
5. Nororiental
6. Nyanza
7. Rift Valley
8. Occidental